# Paolo Giaccio
Paolo Giaccio (Roma, 16 febbraio 1950 – Sabaudia, 29 luglio 2019) è stato un giornalista, autore televisivo e produttore televisivo italiano.

## Biografia
Paolo Giaccio aveva frequentato alla fine degli anni sessanta, a Roma, i licei Righi e Mameli, con una parentesi nel liceo di Farfa Sabina. Dalla Facoltà di Filosofia della Sapienza, cui si era iscritto, aveva riportato nel mondo della radio il vento libertario del sessantotto studentesco. Queste scelte editoriali dettero fastidio alle forze politiche più conservatrici, che chiesero quindi richiami e rimozioni provocando, in alcuni periodi, il suo allontanamento dal microfono. Nonostante le difficoltà, il programma e il suo gruppo di lavoro riuscirono a innovare la radio statale di quel tempo, tracciando la strada che sarà poi seguita dalle prime radio libere. Dalla metà degli anni settanta fu giornalista del TG2. Negli anni ottanta e novanta fu invece autore e capostruttura di RaiUno. Negli anni duemila, era diventato responsabile editoriale di molti nuovi canali tematici della Rai, digitali e satellitari,. 
Dal 2013 al 2017 è stato professore a contratto presso la IULM per i corsi “Forme della divulgazione dell'arte contemporanea in televisione” e “Laboratorio di produzione televisiva per l'arte”

## Radio
Nel 1969 succedette a Renzo Arbore nella direzione del programma radiofonico Per voi giovani (in seguito Renzo Arbore rivelerà che la trasmissione gli fu tolta dalla Rai per affidarla a persone "politicamente raccomandate"): con Mario Luzzatto Fegiz lo trasformò nel programma che introdusse ai giovani italiani la musica rock e i nuovi cantautori, insieme al racconto del mondo giovanile che nelle scuole e nel tempo libero viveva le spinte del '68. Chiamò alla conduzione di segmenti del programma Raffaele Cascone, Carlo Massarini, Claudio Rocchi, Massimo Villa, Richard Benson, Maria Laura Giulietti, Fiorella Gentile, Michelangelo Romano, Riccardo Bertoncelli e altri.

## Televisione
- Odeon. Tutto quanto fa spettacolo: nel 1977 realizza nel TG2 di Andrea Barbato, insieme a Brando Giordani, Emilio Ravel ed Enrico Messina uno dei primi programmi della tv a colori.
- Variety: nel 1980 realizza per RaiUno, con Guido Sacerdote, un programma di prima serata sul mondo dello spettacolo.
- Mister Fantasy: nel 1981-1984, prima ancora della nascita di MTV in USA, lancia con Carlo Massarini un programma sulla "musica da vedere", basato su un nuovo media: il video musicale.
- Italia sera: nel 1983 con Piero Badaloni e Ludovico Alessandrini, realizza per l'access time un magazine televisivo di cultura, società, spettacolo.
- Obladi Obladà: nel 1985 crea un programma sul mondo delle immagini, dei fumetti, della video arte, con una conduttrice debuttante, Serena Dandini.
- Immagina: nel 1986 è autore e produttore di un programma sui "segni e i sogni del nostro tempo", realizzato con l'ispirazione di Paolo Fabbri e Omar Calabrese, semiologi del gruppo di Umberto Eco. Immagina contribuisce a riposizionare l'immagine di Edwige Fenech, che da protagonista di b-movies italiani si trasforma in un popolare personaggio televisivo.
- Dal 1981 al 1995 realizza, sempre per RaiUno, a volte come autore, a volte come produttore o dirigente, numerosi programmi di spettacolo e varietà di prima e seconda serata, o eventi come gli spettacoli in mondovisione legati a Italia 90, con Luciano Pavarotti e Sophia Loren.
- Nel 1992 trasforma una serie di lezioni sugli scenari dell'economia internazionale tenute da Romano Prodi, in un programma televisivo intitolato Il tempo delle scelte.
- Nel 1995 è responsabile del palinsesto di RaiUno.
- Nel 1996 è responsabile del palinsesto di Rai Educational.
- Nel 1997 diviene responsabile di RaiSat1 cultura e spettacolo, il primo canale tematico culturale della Rai, che propone una scelta della produzione italiana e internazionale nei campi della musica, del teatro, dell'arte, della lirica, del documentario, dei corti, del cinema d'autore.
- Dal 1999 al 2003 è responsabile editoriale del canale satellitare dedicato allo spettacolo RaiSat Show (inserito nella piattaforma Telepiù) in cui propone per la prima volta in Italia il David Letterman Show.
- Dal 1999 al 2003 è inoltre responsabile editoriale del primo canale satellitare RaiSat Art (inserito nella piattaforma Telepiù) interamente dedicato alle arti visive.
- Dal 1999 al 2008 è responsabile editoriale del canale satellitare dedicato al cinema RaiSat Cinema (inserito nella piattaforma Telepiù e poi nella piattaforma Sky), in seguito trasformato in CinemaWorld, specializzato nel cinema d'autore internazionale.
- Dal 2007 al 2009, è responsabile del canale dedicato alla fiction italiana Raisat Premium.
- Dal 2010, per Rai5, il nuovo canale di intrattenimento culturale proposto dalla Rai nel digitale terrestre, realizza il magazine CoolTour e altri programmi di musica e spettacolo.